# Eilandbiogeografie

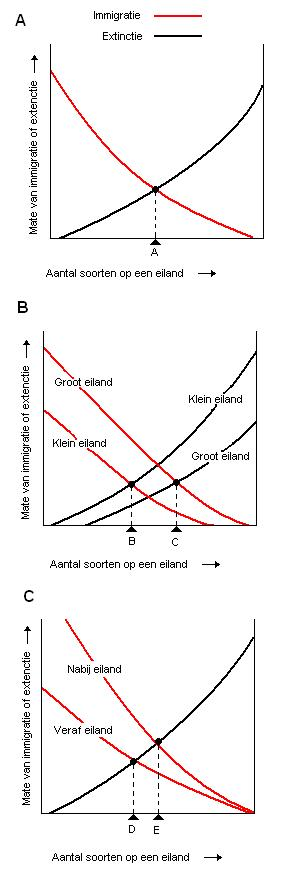
Schematische weergave van Eilandbiogeografie

De eilandbiogeografie is de studie naar het verband tussen de biodiversiteit van een eiland en de combinatie van de oppervlakte van dat eiland en de afstand van dat eiland tot het vasteland.
De eilandtheorie werd in 1967 in het boek The Theory of Island Biogeography van Robert H. MacArthur en Edward O. Wilson voor het eerst gepubliceerd.

## Theorie
De biodiversiteit op een eiland wordt volgens de eilandtheorie bepaald door de volgende formule:
{\displaystyle S=I+s-E}
Hierin is:
S = Aantal soorten op het eiland
I = Immigratie
s = Soortvorming (evolutie)
E = Uitsterven of extinctie
Het aantal soorten op een eiland wordt positief beïnvloed door immigratie van soorten van andere eilanden en door lokale soortsvorming. Deze evolutie factor wordt meestal weggelaten omdat soortsvorming over zeer lange tijdschalen speelt (N.B. punctuated equilibrium theorie).
Bij immigratie gaat men ervan uit dat de soorten die voorkomen op de eilanden afstammelingen zijn van immigranten van een nabij vasteland. Het aantal soorten op het vasteland is een bepalende factor voor de mate van immigratie. Naarmate meer tijd verstrijkt zullen er meer soorten zich op het eiland hebben gevestigd. De immigratiesnelheid zal hierdoor afnemen. Immers er zijn slechts een aantal soorten op het vasteland en naarmate er meer soorten zich op het eiland hebben gevestigd zal het minder vaak voorkomen dat zich een nieuwe soort vestigt.
Daarnaast neemt met een toename in het aantal soorten op het eiland het aantal vrije niches af waardoor de kans dat een nieuwe soort zich kan vestigen afneemt (wederzijdse uitsluiting of met een anglicisme: competitieve exclusie.
Uitsterven of extinctie van soorten vormt de negatieve factor. Dit kan zijn door concurrentie, maar ook door toevalsprocessen. Met deze toevalsprocessen wordt meestal gedoeld op zeldzame gebeurtenissen, zoals aardbevingen en vulkaanuitbarstingen.
Na verloop van tijd ontstaat een evenwicht tussen immigratie en extinctie en zal het aantal soorten op een eiland stabiel blijven, onder de voorwaarde dat de omstandigheden gelijk blijven (Zie figuur A).
Een groter eiland, zo redeneerden MacArthur en Wilson, wordt gekenmerkt een hogere immigratiesnelheid en een lagere extinctiesnelheid (Zie Figuur B). De immigratie is sneller, omdat de kans groter is dat het eiland door een nieuwe soort ontdekt wordt. Een nog belangrijker factor is dat er meer nicheruimte beschikbaar is op grotere eilanden. Per saldo zullen grotere eilanden een grotere biodiversiteit kennen dan kleine eilanden.
Eenzelfde relatie geldt voor de afstand tussen het eiland en het vasteland (Figuur C). Hoe verder het eiland is verwijderd van het vasteland hoe kleiner de kans wordt dat nieuwe soorten in staat zijn om te immigreren naar het eiland. De lagere immigratiesnelheid zorgt voor een lagere biodiversiteit.